# Leuceria millefolium
Leuceria millefolium là một loài thực vật có hoa trong họ Cúc. Loài này được Dusén & Skottsb. mô tả khoa học đầu tiên năm 1916.